# Pombalia verticillata
Pombalia verticillata (Ortega) Paula-Souza – gatunek roślin z rodziny fiołkowatych (Violaceae). Występuje naturalnie w Stanach Zjednoczonych (w Arizonie, Kolorado, Kansas, Oklahomie, Nowym Meksyku i Teksasie) i Meksyku, a według innych źródeł także w Gwatemali oraz na Antylach. W całym swym zasięgu jest gatunkiem bliskim zagrożeniu. 

## Morfologia
PokrójZimozielony półkrzew dorastający do 10–40 cm wysokości.
LiścieBlaszka liściowa ma kształt od eliptycznego do lancetowatego lub równowąskiego. Mierzy 1,5–6 cm długości oraz 0,1–1,1 cm szerokości, jest całobrzega, ma zbiegającą po ogonku nasadę i spiczasty lub ostry wierzchołek. Przylistki są równowąsko szydłowate i osiągają 3–40 mm długości. Ogonek liściowy jest nagi i ma 1 mm długości.
KwiatyPojedyncze, wyrastające z kątów pędów. Mają 5 działek kielicha o kształcie od jajowatego do lancetowatego, o spiczastym wierzchołku, dorastające do 2–3 mm długości, zwykle owłosione na brzegu. Płatków jest 5, są podługowate, mają barwę od zielonkawobiałej do kremowej z fioletowym wierzchołkiem, mierzą 2–6 mm długości, dolny płatek jest w kształcie skrzypiec, nadęty u nasady, brodaty wewnątrz, większy niż pozostałe płatki. Pręcików jest 5, są krótkie.
OwoceNagie torebki mierzące 4-7 mm długości, o kształcie od niemal kulistego do jajowatego. Nasiona są zaokrąglone, lekko spłaszczone, lśniąco czarne.

## Biologia i ekologia
Rośnie na suchych, wyżynnych preriach, zboczach wzgórz oraz terenach skalistych, na żwirowych lub piaszczystych glebach. Występuje na wysokości do 2100 m n.p.m. Preferuje stanowiska w półcieniu, na wilgotnym podłożu. Kwitnie od maja do czerwca. 